# Положение душевнобольных в Российской империи
Статья рассматривает положение душевнобольных в Российской империи.

## Содержание, лечение душевнобольных и их права
Во второй половине XIX — начале XX вв. психиатрическая помощь в Российской империи разделялась на три инстанции: государственную, общественную (городовую и земскую) и частную. Она имела следующую структуру организации:
| МИНИСТЕРСТВО ВНУТРЕННИХ ДЕЛ                                           | МИНИСТЕРСТВО ВНУТРЕННИХ ДЕЛ             | МИНИСТЕРСТВО ВНУТРЕННИХ ДЕЛ                   |
| --------------------------------------------------------------------- | --------------------------------------- | --------------------------------------------- |
| МЕДИЦИНСКИЙ СОВЕТ                                                     |                                         |                                               |
| МЕДИЦИНСКИЙ ДЕПАРТАМЕНТ                                               |                                         |                                               |
| Комиссия по опеке всех планов устройства заведений для душевнобольных |                                         |                                               |
| Государственные психиатрические учреждения                            | Частные психиатрические клиники         | Общественные психиатрические клиники          |
| Приказные дома умалишенных                                            | Для психически больных                  | Губернские, уездные, земские больницы         |
| Приказные дома умалишенных                                            | Для нервно-больных                      | Городские психиатрические больницы            |
| Окружные лечебницы для душевнобольных                                 | Для зависимых алкогольными напитками    | Больницы ведомства имп. Марии Федоровны       |
| Окружные лечебницы для душевнобольных                                 | Для детей врачебно-воспитательной школы | Больницы опекунского и Попечительского Совета |

Первые дома для душевнобольных появились в 1775 году и были рассчитаны минимум на 8 мест. Количество мест могло доходить до 40. Во главе этих лечебниц назначали смотрителей, которые в большинстве являлись отставными солдатами. Считалось, что солдаты могли хорошо выполнять обязанности смотрителей за счёт пунктуальности и хорошего воспитания. Врачам в свою очередь необходимо было посещать дом раз в неделю. Иными словами, до 60-х гг. XIX в. дома для душевнобольных совмещали в себе «две общественные практики — практику призрения и практику изоляции», с преобладанием по большей части второй.
Со второй половины XIX в. стали строиться государственные окружные больницы для душевнобольных, каждая из которых предназначалась для нескольких губерний.
В ходе Реформы Александра II 1860-х гг. в 34 (из 89) губерниях России дело призрения и лечения душевнобольных передавалось местным органам самоуправления. Система общественной (земской и городовой) психиатрии имела различные формы структур помощи: губернские и уездные, земские и городские больницы, крупные земледельческие колонии, психиатрические отделения соматических больниц, амбулатории, приюты-лечебницы, пансионаты, патронажи, попечительства и др.
Соотношение государственных, общественных и частных видов организации психиатрической помощи сами современники специально не изучали. Подобные исследования стали производиться современными исследователями. Средние пропорции различных видов помощи населению в конце XIX — начале XX вв., по Гатаулину:
| Виды помощи                    | Государственная      | Государственная    | Общественная (земские и городские больницы) | Частная (различного профиля) |
| Виды помощи                    | Приказные учреждения | Окружные лечебницы | Общественная (земские и городские больницы) | Частная (различного профиля) |
| ------------------------------ | -------------------- | ------------------ | ------------------------------------------- | ---------------------------- |
| Число учреждений               | 34                   | 6                  | 58                                          | 146                          |
| Число коек в каждом учреждении | 35-40                | 1000               | 660                                         | 25                           |
| Число больных на одного врача  | 1                    | 8-10               | 4-5                                         | 3-4                          |

Первая в стране университетская кафедра психических и душевных болезней открылась в 1857 г. в Петербургской Императорской медико-хирургической академии, затем подобные кафедры появились в Казанском и Московском университетах. Вместе с тем, преподавание там базировалось на изучении неврологии, а по психиатрии читался только краткий курс, без клинической практики.
Вплоть до 80-х гг. выпускники оканчивали обучение, не увидев ни одного душевнобольного. Только в 1893 г. в Москве выделилась самостоятельная кафедра душевных болезней, к началу нового столетия такие кафедры имелись в большинстве университетов.
До середины 1870-х гг. из-за недостатка знаний и квалифицированного медперсонала в больницах продолжали широко применяться меры ограничения свободы и старые методы лечения. Поэтому «психиатрические больницы представляли собой скорее приюты, места содержания душевнобольных, чем медицинские учреждения. Они находились в ведении Приказа общественного призрения и управлялись чиновниками без медицинского образования».
Московская Преображенская психиатрическая больница в 70-х гг. оставалась единственной общественной лечебницей в городе, где главным врачом был новатор Василий Фёдорович Саблер. При нём из обихода исчезли цепи, однако, весь строй ухода сохранился, остались камзолы и смирительная рубашка.
Когда в 1875 г. Сергей Сергеевич Корсаков после окончания университета придя устраиваться в Преображенскую больницу, услышал от работавшего там врача: «В университете ведь вас мало учили психиатрии; вы даже, вероятно, не знаете, как связывать», после чего ему провели инструктаж по связыванию.
Исследователь Лия Вилевна Янгулова пишет, что основной причиной плохого состояния лечебниц сами психиатры XIX в. называли «жалкое состояние науки о душевных болезнях вообще». Поэтому свою первостепенную задачу они видели в просвещении широких слоев населения, а уже потом в лечении безумия. Из этого автор делает вывод, что в XIX в. «начался этап дискурсивного порождения феномена под названием душевная болезнь, или помешательство» при участии новых специалистов психиатров.

## Классификация душевных болезней
Александр Устинович Фрезе писал, что первым вестником возможной болезни является «неспособность заниматься» (нерасположение духа, тоска, раздражительность, бессонница и т. п.). А собственно уже «сумасшедшим называется тот, душевная деятельность которого вследствие болезненного состояния организма изменяется таким образом, что он лишается способности мыслить и действовать по законам и побуждениям разума».
На протяжении XIX в. существовало множество классификаций душевных болезней, чаще всего расстройства делились на три категории:
- расстройства воли,
- расстройства чувств,
- или расстройства ума, которые сопровождались видимыми телесными признаками (симптомами).

Общим для всех классификаций было стремление к детализации и универсальности, «стремление связать видимые отклонения от нормального поведения с соматическими изменениями, а также стремление ограничить свой предмет от других сфер медицины и повседневного знания».
Самым главным принципом деления всех душевнобольных было представление о возможности излечения страдающего, или в отсутствие таковой. К душевнобольным, требующим призрения относились:
1. «все больные у которых, душевное заболевание осложнено более или менее выраженным соматическим (физическим) заболеванием;
2. больные, душевное расстройство которых протекает более или менее быстро, и наконец,
3. больные, нуждающиеся во временном приюте вне стен дома, будет ли вызываться эта нужда обострением болезни или условиями домашней жизни» .[10]

## Критерии отбора пациентов и принципы их размещения
Сама цель создания домов для душевнобольных была парадоксом: одновременно этим заведениям предписывалось лечение излечимых больных и содержание неизлечимых душевнобольных.
По мнению психиатра Павел Иванович Якоби, обязанности дома для душевнобольных состоят «в обеспечении безопасности больного, который может сам себе вредить; и в безопасности окружающих больного людей и предметов».
В середине XIX в. Мержеевский описывал плачевную ситуацию в лечебницах, он говорил о затхлом воздухе палат, о постоянном гуле, создаваемом криками, пением, воплями и стонами больных. Он писал, что несмотря на правила, люди с различными формами душевных заболеваний размещались в одних и тех же палатах: больные буйные находились вместе со спокойными, трудными и неопрятными. Иными словами, устройство больниц все ещё оставалось на чиновничье-полицейском отношении к делу. Наиболее яркими перестройщиками лечебниц на рельсы гуманизма были А. У. Фрезе и С. С. Корсаков.
Фрезе полагал, что общим правилом в обхождении с умалишёнными должно быть предположение, что «в них больше ума, чувства и сознания, чем действительно они имеют, нежели менее; следовательно, надобно с ними обращаться <…> как со здоровыми, насколько и пока это возможно».
Корсаков также разделял эти взгляды и говорил, что «при помощи гуманных мер можно сделать весьма многое для людей, к которым прежде применяли жестокость», и именно в этом он видел задачу психиатрии в целом.
О том, как содержали и чем лечили безумных, ранее ёмко описал психиатр Александр Евграфович Черемшанский: «Больных одевали и кормили отвратительно, и из-за выдаваемой им служителями скудной пищи они часто жестоко дрались между собой в палатах. Рвотный камень при шаблонном лечении помешательства играл тогда выдающуюся роль… В исключительных случаях назначались шпанские мушки как лечебное, а отчасти и усмирительное средство».
Теперь же руководящим принципом лечения, согласно «Краткому курсу психиатрии» А. У. Фрезе, являлась «поддержка организма в самом широком смысле слова». Слабительные, нарывные мази, рвотные, «доводящие больных до упадка и полной неизлечимости», обливание холодной водой так же вытеснялись. Фрезе говорил, что обливание «в громадном большинстве случаев приводит больного к общему слабоумию», а мушки «не только не оказывают пользы, но часто усиливают данное раздражение».
Кроме того, было важным «изолировать больного из беспокоящей его обстановки», прекратить его сношение с окружающим миром и поместить его в наиболее удаленную от шума комнату с опущенными шторами, создающими полумрак. Стены и пол надлежало обивать мягкими материалами и устилать коврами.
Одежда больных зависела от их социального положения. Представители первого класса могли ходить в своей привычной одежде, которую приносили родственники, душевнобольные второго класса, то есть большинство, охотно соглашались носить специальное больничное платье, возможно, потому, что у них часто недоставало необходимых средств для приличной одежды.
В это время в современных заведениях для психически больных вопрос питания изменился в диаметральную сторону: бывшие голодные пайки сменились обильным продовольствием, теперь являвшимся основным условием лечения. Такое изменение обязано общей эволюции понимания состояния безумия. Из-за того, что «сумасшествие весьма часто развивается вследствие причин расслабляющих организм» , лечить его одними лекарствами было нерационально. Организму необходимо поправиться и набраться сил, для чего нужно хорошее питание и питье. Более того, в пище было разделение по имущественному классу. Основным рационом обоих столов были: хлеб, говядина, яйца, молоко, овощи и крупа; питье — чай, квас и сбитень.
Главное для больного — это «необходимость простора», для его лечения необходимо пространство, днём он должен гулять и перемещаться без стеснения, а кровать необходима только ночью или во время более тяжелой болезни, исходя из этого принципа должны строиться и оборудоваться клиники.
Получить выписку из больницы можно было в следующих случаях: после полного выздоровления; в период выздоровления для возвращения в семейную жизнь при тоске; во время болезни, если призреваемый неизлечим, или когда он небуйный и не причиняет вреда; для кратковременного посещения родственников или по факту смерти. При этом выздоравливающих не рекомендовалось выделять в особое отделение, так как «отдельное их помещение лишает нас весьма важного, часто ничем не заменимого благодетельного влияния, которое они могут иметь на других больных, ещё не дошедших до периода выздоровления». Фрезе широко пропагандировал трудовые процессы как лечебное средство для душевнобольных, считая, что «достоинство человека именно в труде».
Свидания с больными представлялись психиатрам скорее вредными, в частных случаях могли быть полезными и только у совершенно неизлечимых были без последствий.
Корсаков, в свою очередь, вовсе ставил уход за душевнобольными на недосягаемую высоту. Он также был активным и последовательным проводником идей нестеснения, постельного режима, лечения трудом. Но ещё он вносил во все дело содержания и ухода за больными «корсаковский дух, <…> который открыл новый этап в развитии русской психиатрии».
Кроме того, была ещё одна отдельная группа психически больных, образованная преступниками, страдающими душевными расстройствами. Для этих лиц создавались специальные отделения либо при общих лечебницах для душевнобольных, либо при тюрьмах. В них помешались душевнобольные, преимущественно совершившие преступление в состоянии болезни, а не заболевшие после судебного приговора.
Профессор Фрезе на этот счёт говорил, что душевнобольной, часто не признавая власти гражданских и нравственных законов, готов был нарушить их, «чтобы привести в исполнение свои несбыточные планы и дикие желания». Вследствие чего больной мог стать преступником, совершив злодеяния (убийства, поджог и т. п.), однако, при этом его не следовало считать виновным, потому что он был не в состоянии различить добро и зло. Но подобные изменения личности требовали немедленного «его удаления из мира здоровых».

## Законодательство
В Российской Империи в середине XIX в. не существовало единого законодательства о душевнобольных. Высший надзор за ними полагался на министра внутренних дел и губернаторов.
В вопросе о частных клиниках разрешение на их открытие давал министр внутренних дел по представлению медицинского департамента. О прибытии нового пациента содержатели частных лечебниц были обязаны уведомить врачебного инспектора, который докладывал об этом губернатору.
Современник юрист Арон Яковлевич Кантарович в 1899 г. писал, что законодательный материал по душевнобольным бессистемный и неполный. Основные законы содержались в 10 томе Свод законов Российской империи в третьем разделе (глава два, статьи 365—381). В них определялся лишь порядок признания лиц безумными и сумасшедшими, а также учреждение над ними опеки. Юридических последствий учреждения над ними опеки и влияния умственного расстройства на право и дееспособность законом не рассматривалось.
Иными словами, существовала полная разрозненность, с одной стороны, между учреждением опеки над душевнобольными, и, с другой стороны, наступлением юридических последствий признания умственного расстройства и учреждения опеки.
Помещать душевнобольных в лечебницы могли как административные, судебные и общественные учреждения, так и каждое семейство, в котором оказывался безумный или сумасшедший. Ограничение личных прав душевнобольных налагалось на следующие направления: семейные права, наследственные права, распоряжение имуществом, договорные и обязательные права, ограничения на участие и судебном процессе.
Кроме того, существовала ещё одна ниша, малорегулируямая законом. Современники не раз писали, что обслуживающий персонал лечебниц мог творить все что хотел, и никто об этом не узнал бы, так как жалобы больных считались вздором, а стены заведений были наглухо закрыты.
Один из таких примеров помещен в «Русской жизни» за 1893 г.: мировым судьей в Петербурге рассматривалось дело по обвинению служителя психиатрической лечебницы в нанесении побоев больному, причем обвинителем был главный врач самого заведения. Из разбирательства дела выяснилось, что сами врачи не в силах повлиять на персонал и не имеют средств для ограждения больных от них. И самое важное, что описанный случай произошёл в столице, в провинциях же «имеются сообщения даже о случаях убийства в них больных прислугой». Но даже при этом, в больнице все равно есть закон, который может защитить больного в случае обнаружения проблемы, а вот по истине несчастны те, кто остается на попечение в семье, так как там они уже совершенно лишались «всякого покровительства законом».

## Использованная литература
- Гатауллин М. М. Соотношение государственных, общественных и частных видов психиатрической помощи в России во второй половине XIX — начале XX столетия (организационно-клинический аспект). Автореферат. — СПб., 1998.
- Кантарович Я.А. Законы о безумных и сумасшедших. — СПб., 1899.
- Мокшанцев А. Е. К вопросу о положении душевно-больных в России и об учреждении над ними опек. — СПб., 1895.
- Призрение душевнобольных в России. // Правительственный вестник. 1891. № 175.
- Сироткина И. Е. Классики и психиатры: Психиатрия в российской культуре конца XIX — начала XX века. — М., 2009.
- Фрезе А. У. Об устройстве домов для умалишенных — М., 1862.
- Шунк В. Э. Российское законодательство XVIII—XIX веков о душевнобольных. — Ижевск, 2009.
- Эдельштейн А. О. Сергей Сергеевич Корсаков. — М., 2012.
- Юдин Т. И. Очерки истории отечественной психиатрии. — М., 1951.
- Янгулова Л. В. Институционализация психиатрии в России: генеалогия практик освидетельствования и испытания «Безумия». Автореферат. — М., 2004.
- Янгулова Л. В. Юродивые и Умалишенные: генеалогия инкарцерации в России. // Мишель Фуко и Россия: Сб. статей. — СПб., 2001.